# پلت، کنت
پلت (به انگلیسی: Platt) یک روستا و محله مدنی در بریتانیا است که در Tonbridge and Malling واقع شده‌است. پلت ۱٬۶۷۹ نفر جمعیت دارد.